# Norra Kalvskär
Norra Kalvskär är skär i Åland (Finland). De ligger i Ålands hav och i kommunen Lemland i landskapet Åland, i den sydvästra delen av landet. Öarna ligger omkring 28 kilometer söder om Mariehamn och omkring 280 kilometer väster om Helsingfors.
Arean för den av öarna koordinaterna pekar på är 0,6 hektar och dess största längd är 150 meter i sydöst-nordvästlig riktning. Trakten är glest befolkad. Det finns inga samhällen i närheten.